# Slup (samhälle)
Slup (serbiska: Слуп, albanska: Sllup, Sllupi) är ett samhälle i Kosovo. Det ligger i den västra delen av landet, 70 km väster om huvudstaden Priština. Slup ligger 610 meter över havet och antalet invånare är 700.
Terrängen runt Slup är varierad, och sluttar österut. Runt Slup är det ganska tätbefolkat, med 222 invånare per kvadratkilometer. Närmaste större samhälle är Gjakova, 18,8 km sydost om Slup. Omgivningarna runt Slup är en mosaik av jordbruksmark och naturlig växtlighet.